# Gorgasella
Gorgasella Chickering, 1946 è un genere di ragni appartenente alla Famiglia Salticidae.

## Etimologia
Il nome deriva probabilmente dal medico statunitense William Crawford Gorgas (1854-1920), che debellò la febbre gialla a Panama proprio nel primo decennio del XX secolo, consentendo così l'ultimazione del Canale di Panama

## Distribuzione
L'unica specie oggi nota di questo genere è stata rinvenuta a Panama.

## Tassonomia
A dicembre 2010, si compone di una specie:
- Gorgasella eximia Chickering, 1946[2] — Panama